# 許宗魯
許宗魯（1490年—1559年），字伯誠，一字東侯，號少華，又别号思玄道人、青霞道人，陝西西安府咸寧縣（今屬西安市）人，明朝政治人物、書法家、詩人。正德丁丑進士，嘉靖間官至遼東巡撫。

## 生平
陝西鄉試第四名舉人。正德十二年（1517年）丁丑科進士。選翰林院庶吉士。正德十四年（1519年）八月授云南道監察御史。嘉靖元年（1522年），巡按宣、大。次年陞湖广提学佥事。六年二月升山东按察司霸州副使，十月调任湖广提学副使，嘉靖八年（1529年）八月陞太仆寺少卿。嘉靖十一年（1532年）二月陞大理寺左少卿，四月升都察院右佥都御史、巡抚保定等府地方兼提督紫荆等关，十二年六月以拾遗致仕。
嘉靖二十九年（1550年）俺答汗围攻京师後，许宗鲁被起用为右佥都御史，駐守昌平，拱卫皇陵。三十年十月升右副都御史、巡撫遼東。虏酋把都儿辛爱率二万餘骑入寇辽东，嘉靖三十一年（1552年）十月给事中朱伯辰弹劾其衰残不职，被令致仕归，築草堂，置酒赋诗而終，享年七十。

## 著作
诗与书法被誉为「二绝」。是「长安三才」之一。有《少华》、《辽海》、《归田》诸集。

## 家族
曾祖父許瑛；祖父許傑；父親許鋐。母孫氏。慈侍下。弟宗召、宗伊。孫许从坤，字载阳，万历乙酉科舉人，初任覇州知州，洁己奉公，不畏权璫，州人颂之。擢台中，以耿直左迁淮安府水利同知，开泇治黄，漕艘飞渡，以功擢南京工部员外。